# Ассоциация женщин-глав домохозяйств
Ассоциация женщин-глав домохозяйств (фр. Association des femmes chefs de familles, AFCF) — неправительственная организация в Африке
Ассоциация занимается защитой прав женщин и базируется в Мавритании.

## История
17 апреля 1999 года мавританская активистка за права женщин Аминету Минт Эль-Моктар основала Ассоциацию женщин-глав домохозяйств (фр. Association des femmes chefs de familles, AFCF) с целью проведения кампании и повышения осведомленности об ограничениях прав человека, с которыми могут столкнуться женщины Мавритании. С самого начала ассоциация была организована, чтобы отразить разнообразие Мавритании, включая арабских, берберских, харатинских, пулаарских, сонинке и волофских женщин.

## Деятельность
Ассоциация была в авангарде ряда кампаний в Мавритании, направленных на улучшение условий жизни и прав женщин в стране. В 2011 году организация работала с правительством над прекращением вывоза несовершеннолетних невест на Аравийский полуостров. Организация также проводила широкую кампанию против практики насильственного кормления молодых женщин до замужества, традиционной практики, созданной для того, чтобы отразить богатство мужа, но которая на самом деле ограничивает как здоровье женщин, так и их участие в жизни местных сообществ.  В 2016 году ассоциация предложила правительству Мавритании новый закон о защите прав женщин, в частности, о введении более суровых наказаний за изнасилование. Это предложение было отклонено правительством Мавритании, поскольку оно не соответствовало законам шариата. Ассоциация проводит кампанию против сексуального насилия в отношении женщин как в городах, так и в сельской местности. С 2012 года ассоциация призывает полицейские участки иметь на местах социальных работников для поддержки жертв сексуального насилия. Ассоциация проводит кампанию за прекращение калечащих операций на женских половых органах.
Ассоциация выступает против современного рабства. За свою роль в программе по борьбе с рабством Эль-Моктар была номинирована на Нобелевскую премию мира 2015 года.
Ассоциация работает над тем, чтобы положить конец жестокому обращению с домашними работниками, а также поощряет женщин принимать участие в политической жизни на местном и национальном уровне В 2017 году ассоциация призвала правительство принять новый закон, способствующий сексуальному здоровью.

## Статистика
По состоянию на 2019 год ассоциация насчитывает 12 000 членов, шесть центров спасения жертв, 168 социальных работников, четырех юристов и контактное лицо в каждом городе Мавритании. Кампания по повышению грамотности, финансируемая ассоциацией, охватила более 20 000 девочек только в сельских районах Нуакшота и помогла более 73 000 человек получить гражданский статус и, следовательно, доступ к правам и защите.

## Внешние ссылки
- afcf-mr.org — официальный сайт Ассоциация женщин-глав домохозяйств
- afcf.fr.gd — официальный сайт Ассоциация женщин-глав домохозяйств
- afcf-rim.org — официальный сайт Ассоциация женщин-глав домохозяйств